# Doug Chandler
John Douglas Chandler (ur. 27 września 1965 Salinas, Kalifornia) – amerykański motocyklista.

## Kariera

### Początki
Chandler karierę wyścigową rozpoczynał w motocrossie. Po kilku sukcesach, przeniósł się do zmagań szosowych. W 1983 roku otrzymał prestiżową nagrodę AMA "Rookie of the Year Award". Przeszedł do historii, jako jeden z zaledwie czterech zawodników, którzy sięgnęli po AMA Grand Prix Slam, a więc wyścigów na różnych rozgrywanych na różnych dystansach. W roku 1988 został pierwszym w historii zwycięzcą wyścigu drogowego klasy Pro-Twins w Mild Ohio. Dwa lata później został mistrzem amerykańskich mistrzostw Superbike, w których dosiadał maszynę Kawasaki (w ekipie Muzzy). W tym samym sezonie wziął udział również w kilku wyścigach World Superbike. Dwukrotnie zwyciężył, na torze w Brainerd i Sugo. W klasyfikacji generalnej uplasował się na 13. pozycji.

### 500 cm³
W sezonie 1991 Amerykanin zadebiutował w MMŚ. Reprezentując ekipę byłego mistrza świata Kenny Robertsa, Doug dziewięciokrotnie plasował się w czołowej dziesiątce, a najlepszą zajętą przez niego pozycją było dwukrotnie szóste miejsce podczas GP Włoch i Francji. W klasyfikacji końcowej znalazł się na 9. pozycji.
W 1992 roku Chandler podpisał kontrakt z fabryczną ekipą Lucky Strike-Suzuki, w której partnerował mu jego rodak Kevin Schwantz. We wszystkich ukończonych wyścigach dojechał w czołowej dziesiątce, pokonując w wielu swojego partnera zespołowego. Czterokrotnie zameldował się na podium, zajmując drugie miejsce podczas GP Japonii i Węgier oraz trzecią lokatę w GP Włoch i Brazylii. Zdobyte punkty sklasyfikowały go na 5. miejscu z dorobkiem niewiele mniejszym od czwartego Schwantza.
W kolejnym sezonie startów Doug ścigał się na motocyklu Cagiva. Już w pierwszym wyścigu o GP Japonii Amerykanin znalazł się na podium, zajmując trzecią lokatę. W dalszej fazie zmagań Chandlerowi nie szło już jednak tak dobrze, będąc jeszcze w sześciu rundach w czołowej dziesiątce. Podczas GP Europy Kalifornijczyk doznał kontuzji, w wyniku której nie był w stanie wziąć udziału w kolejnych dwóch eliminacjach o GP San Marino i Wielkiej Brytanii. Ostatecznie rywalizację ukończył na 10. pozycji, podczas gdy jego były partner Schwantz z Suzuki został mistrzem świata.
Rok 1994 był ostatnim w karierze Chandlera w mistrzostwach świata. Amerykanin będąc ponownie zawodnikiem Cagiva, pozostał wyraźnie w cieniu partnera z zespołu, a zarazem swojego rodaka Johna Kocinskiego. We wszystkich ukończonych wyścigach dojeżdżał w czołowej dziesiątce, natomiast w GP Czech po raz ostatni zameldował się na podium, zajmując drugie miejsce (oraz uzyskał najszybsze okrążenie). Rywalizację ukończył na 9. pozycji, w porównaniu do trzeciej Kocinskiego.

### Koniec kariery
W 1995 roku Chandler powrócił do amerykańskich mistrzostw Superbike. W pierwszym sezonie reprezentował ekipę Harleya-Davidsona, której miał pomóc w rozwoju motocykla. Sezon później przesiadł się na Kawasaki (ponownie związany był z zespołem Muzzy), na którym już w pierwszym podejściu sięgnął po tytuł mistrzowski, by rok później go obronić. W sezonie 1998 w wyniku licznych awarii nie był w stanie skutecznie walczyć o mistrzostwo. Ostatecznie zajął 2. miejsce za rodakiem Benem Bostromem. Na japońskim motocyklu ścigał się do końca roku 2002. Sezon 2003 był ostatnim w karierze Douga, w którym dosiadał maszynę Ducati. W tym samym roku spróbował swych sił w mistrzostwach Supermoto. Amerykanin potwierdził swoją wszechstronność, odnosząc wygraną w jednym z wyścigów. W 2006 roku został zapisany do stowarzyszenia "Motorcycle Hall of Fame". Obecnie prowadzi szkołę jazdy motocyklowej.